# Peeter Põld
Peeter Siegfried Nikolaus Põld (né le 12 juillet 1878 à Puru, Kreis Wierland, Gouvernement d'Estonie - mort le 1er septembre 1930) est un pédagogue, scientifique et homme politique estonien.

## Biographie
De 1905  en 1906, Peeter Põld est rédacteur en chef du journal Postimees.
En 1917, Peeter Põld est chef du département de l'éducation.
Du 24 février 1918 au 28 novembre 1918, il est le premier ministre de l'Éducation d'Estonie.
En 1919-1921, 1926, 1929-1930, Peeter Põld  est membre de l'Assemblée constituante (et) et membre du Riigikogu. 
De 1920 à 1930, il est professeur de pédagogie à l'université de Tartu .
De 1921 à 1930, il préside le conseil municipal de Tartu. 
En 1925, Peeter Põld est nommé doyen de la Faculté de Philosophie de l'université de Tartu. 
De 1925 à 1927, il est vice-recteur de l'université de Tartu .
Peeter Põld est enterré au cimetière de Ropka-Tamme.

## Écrits
- Pius IX ja kirikuriik aastatel 1848–1849, Tartu, Département de théologie, 1907.
- Üldine kasvatusõpetus. Édité par Juhan Tork, Tartu, Akadeemiline Kooperatiiv, 1932, p. 155
- Usuline kriis: selle tunnuseid, põhjusi ja ületamiswõimalusi, Tartu, Société Académique de Théologie, 1932.
- Eesti kooli ajalugu. Édité par Hans Kruus. Tartu: Akadeemiline Kooperatiiv, 1933, p. 164
- Lastest tuntakse meid". Compilé par Tõnu Tender. Collection "Eesti mõttelugu", nr 72, Ilmamaa, Tartu 2007, p. 454

## Prix et récompenses
- Docteur honoris causa de l'Université de Tartu, 1927
- Ordre de la Croix-Rouge estonienne (et), 1927
- Ordre de la Rose blanche, 1928
- Ordre de la Croix de l'Aigle, 1930

## Galerie

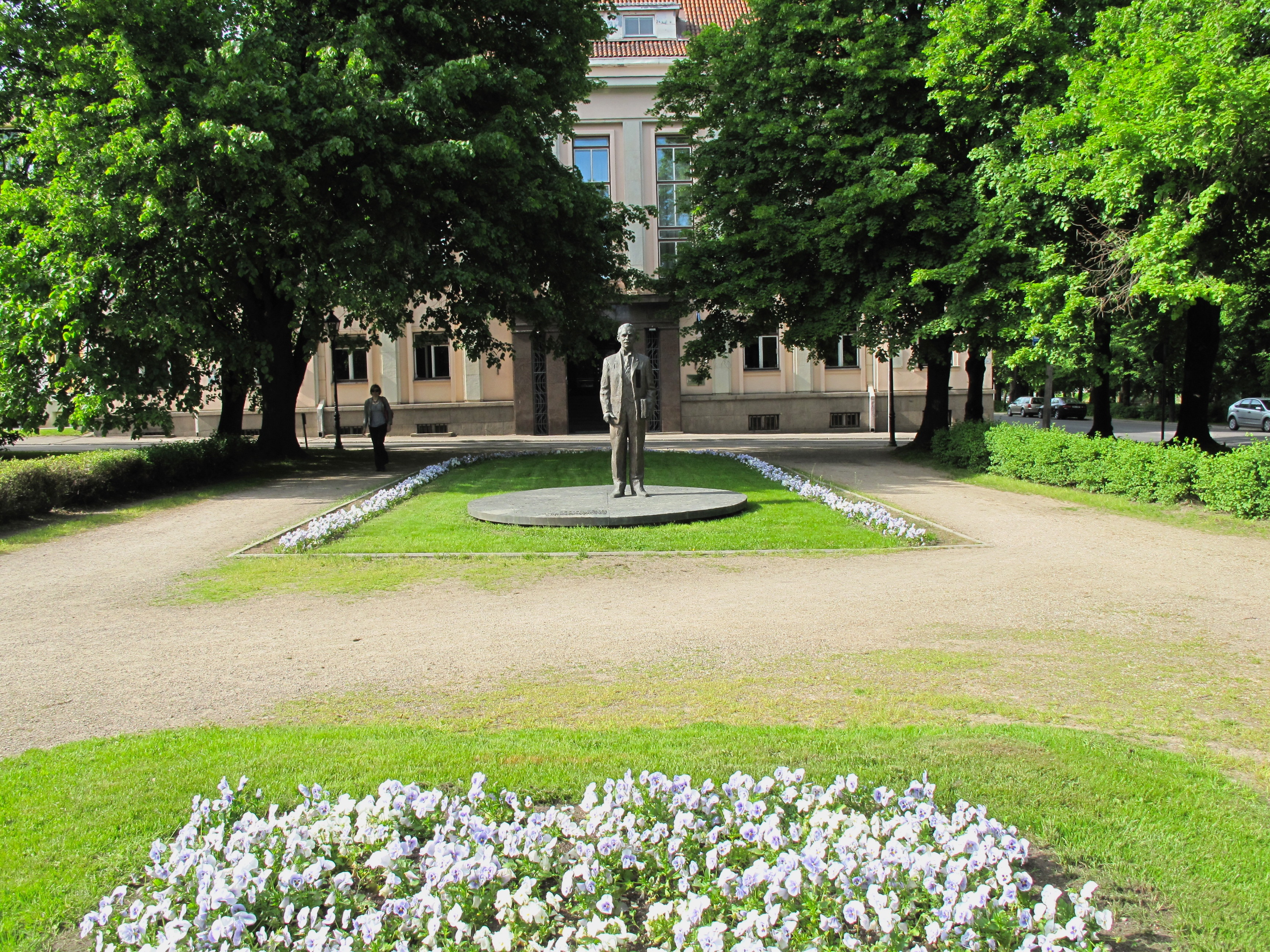
Statue en bronze devant le Ministère de l'Education

### Sources
1. ↑  (et) « Peeter Põld », Université de Tallinn (consulté le 30 décembre 2016)